# ウラルカンゾウ

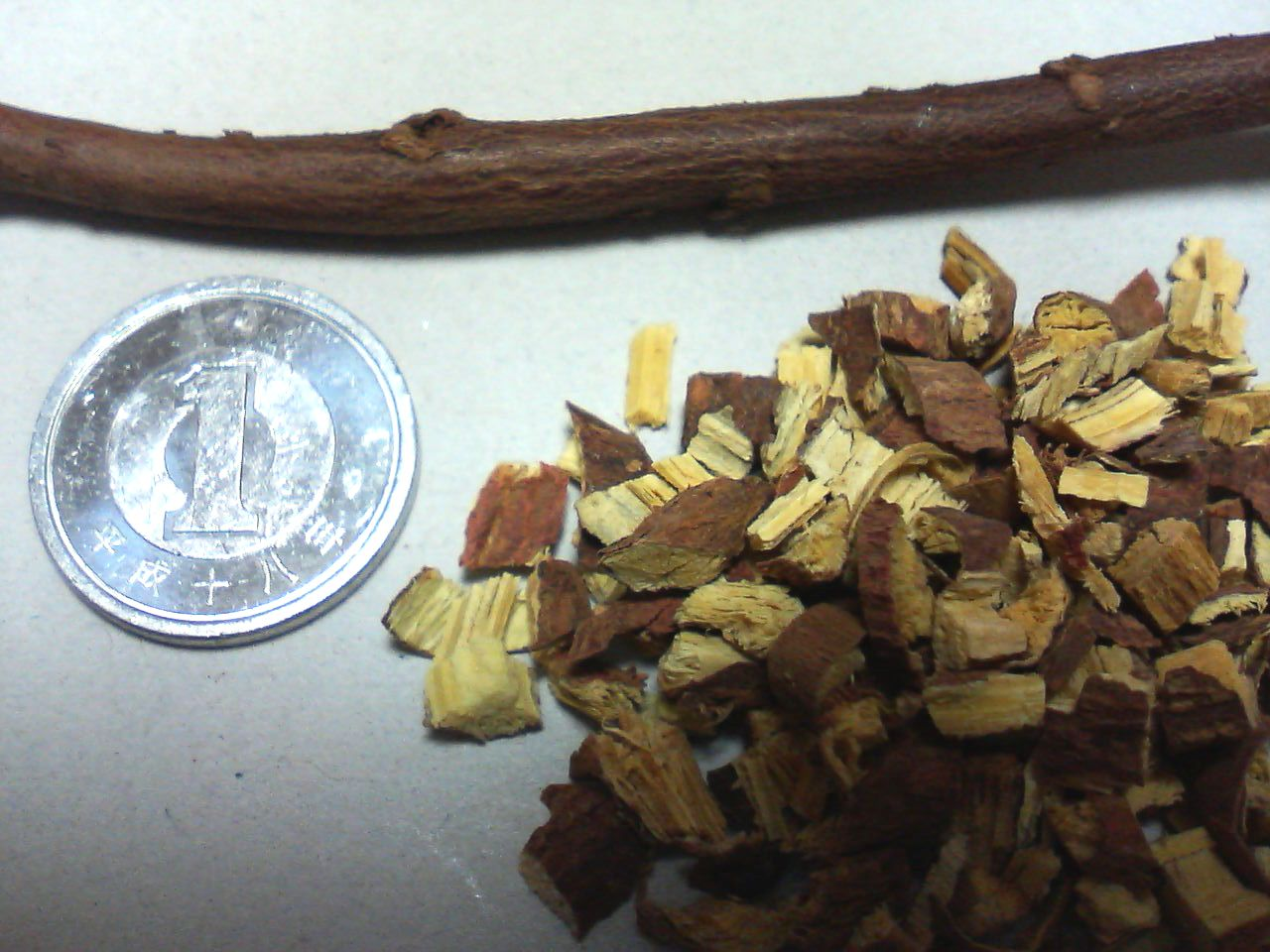
生のストロン（上）と乾燥・裁断されたウラル甘草（右）

ウラルカンゾウ（ウラル甘草）は、マメ科カンゾウ属の1種で、広義の甘草に含まれる。別名トウホクカンゾウ（東北甘草）。

原産地は中国東北部とされている。
日本薬局方においては、ウラルカンゾウ（別名東北甘草、学名G. uralensis）またはスペインカンゾウ（別名西北甘草、リコリス、学名G. glabra）の甘草が基原植物とされており、グリチルリチン（グリチルリチン酸）2.5%以上を含むと規定されている。
スペインカンゾウとウラルカンゾウの外見上の違いは、どちらも羽状複葉であるがスペインカンゾウは小葉の形が細長い小判型（長卵形）をしている。対してウラルカンゾウはスペインカンゾウより小葉は丸みを帯びており株によっては尖葉の形がスペード型になっている場合もある。個体差はあるが同じ土壌に植えた場合、総じてウラルカンゾウよりスペインカンゾウの方が背丈が高く育つことが多い。
ウラルカンゾウは固体によっては葉から粘りのある甘い汁を分泌するものもある（手で葉に触るとべたつく）。

## 産地及び栽培
日本では主に中国から輸入しているが、中国政府は2000年ごろより土地の砂漠化を理由に甘草の輸出を制限するようになり、甘草の取り扱いを許可制とした。日本の漢方薬企業大手のツムラは、甘草の日本国内での大規模栽培を行い、中国産からの切り替えを始めている。また、日本の製薬企業によるオーストラリアでの本格的な栽培も行われている。
日本国内でも栽培可能だがウラルカンゾウ・スペインカンゾウいずれも種子の発芽率はあまり良くない。発芽しても初期の成長がかなり遅い上に土壌の過湿に弱い。ストロン（走出茎）は数センチ毎に節があり芽が付いているのでストロンを切り離して植えつけたほうが成長が早い。
ストロンは地中で株元から伸び始めた当初は表面が白いが時間の経過と共に茶色くなって木の枝のような色になる。ハーブや生薬として利用する時は乾燥させるが生の状態でかじっても甘味を感じる。
5～6月に紫色の花が開花する事もあるが、日本の気候では開花結実しにくいとされている。

## 利用
根茎、ストロン（走出茎）を乾燥してハーブや生薬原料として利用される。又、甘味料として食品や調味料、タバコの添加物としても多用される。